# Jan Oldenhuis
Jan Oldenhuis (Zwinderen, 8 maart 1726 - 17 februari 1762) was een Nederlandse schulte.
Oldenhuis was een zoon van de schulte van Dalen en Oosterhesselen Tijmen Oldenhuis en Lammechien Huising. Zijn vader overleed in 1734 en werd als schulte van Dalen en Oosterhesselen opgevolgd door diens broer Lucas Oldenhuis. Daardoor kwam de functie  van schulte van Zweeloo beschikbaar en werd Oldenhuis op 8-jarige leeftijd benoemd in deze functie, waarbij zijn oom Lucas als zijn verwalter (vervanger) optrad. Vanaf 1745 werd hij daadwerkelijk schulte van Zweeloo. In 1758 werd hij schulte van Dalen en Oosterhesselen, weer als opvolger van zijn oom Lucas, die benoemd was tot gedeputeerde van Drenthe.
Oldenhuis bleef ongehuwd en overleed in 1762 op 35-jarige leeftijd.